# Atlantic Telegraph Company
L'Atlantic Telegraph Company était une compagnie de télégraphe fondée en 1856 pour poser le premier câble sous l'Océan Atlantique.

## Histoire
Le projet démarre en 1851, quand l’ingénieur britannique Frederick Newton Gisborne veut relier l’Europe et l’Amérique du Nord par un réseau de câbles télégraphiques, le plus important reliant Terre-Neuve et la Grande-Bretagne via l'Irlande. À la recherche de fonds, Gisborne a rencontré l'américain Cyrus W. Field qui en 1854 forme la New York, Newfoundland and London Telegraph Company, dont le câble sous-marin est le premier, en 1856, à traverser le Détroit de Cabot, entre Terre-Neuve et New York.
Cyrus Field s'associe alors à deux autres entrepreneurs, John Watkins Brett et Charles Tilston Bright, avec qui il réussit à lever un capital de 350 000 livres sterling à Londres, Liverpool, Manchester et Glasgow. Financée par des capitaux anglais, comme beaucoup de projets américains de l'époque, l'Atlantic Telegraph Company se voulait cependant équilibrée vis-à-vis des deux bords de l'océan : le conseil d'administration réunissait 8 anglais, 5 américains et 3 canadiens. Ils recrutèrent le mathématicien et physicien William Thomson pour les conseiller.
À l'été 1857, puis en 1858, des premiers essais de pose d'un câble télégraphique transatlantique par les navires Niagara et Agamemnon, partis respectivement de l'île de Valentia (Irlande) et la baie de Trinity (Terre-Neuve) se révèlent infructueux. En août 1858, la pose est réussie, mais le courant à haute tension utilisé pour envoyer les messages causa la dégradation progressive de la ligne, inutilisable dès octobre 1858, et le découragement des actionnaires, mais seulement temporairement.
En 1860, la société étudie un projet de tracé passant par l'Islande, le Groenland et le Labrador mais les risques liés à la banquise et aux icebergs le firent abandonner. La Guerre de Sécession, qui débute le 15 avril 1861, en même temps que la guerre du Mexique, est un obstacle supplémentaire.
Deux autres sociétés seront rapidement créées, la « Telegraph Construction and Maintenance Company » qui résulte de la fusion entre la « Gutta Percha Company » et la « Glass, Elliott Company », puis l'Anglo-American Telegraph Company, fondée par Cyrus W. Field qui était déjà l'origine de la première liaison entre les États-Unis et Terre-Neuve. Les progrès dans le traitement des matériaux utilisés, cuivre, acier et gutta-percha, mais aussi dans les techniques de fabrication, de stockage et de déroulement du câble leur donnent des atouts supplémentaires. Mais il fallut attendre 1866 pour que la ligne fonctionne sans plus aucun problème, les premiers câbles ayant été rompus en raison de matériaux défectueux et d'un voltage trop élevé.